# Aktien und Lorbeer
Aktien und Lorbeer ist der Titel einer Komödie von Robert E. Horney und Walter Firner.
Die Uraufführung fand am 9. Februar 1967 in der Komödie im Marquardt in Stuttgart statt. Die letzte Vorstellung war am 19. März 1967. Mit Heinz Erhardt in der Hauptrolle wurde das Stück an keinem anderen Theater mehr gespielt.

## Handlung
Der 54-jährige Bankdirektor McLaughlin möchte seinen Jugendtraum verwirklichen und Theaterschauspieler werden. Die Schauspielschule, bei der er zur Ausbildung vorstellig wird, betreibt zusätzlich eine Theaterbühne. Zuerst ist Theaterdirektor Brown ob des Alters von McLaughlin von dessen Ansinnen nicht begeistert. Brown lässt jedoch seine Einwände fallen, als er den Beruf McLaughlins erfährt. Ein finanzkräftiger Schauspielschüler kommt dem finanziell klammen Theater sehr gelegen. Das Vorsprechen gerät für McLaughlin zum Fiasko, dennoch gibt der Theaterdirektor ihm ein Semester Zeit, um sich zu entwickeln.
Daraufhin sagt McLaughlin zu, die nächste Theaterproduktion zu finanzieren. Im neuen Theaterstück, dem Drama „Der Schmonz und die Regenwürmer“, wird McLaughlin die Rolle eines Dieners zugedacht, der stumm durch alle Akte geht und am Schluss des Stückes einen einzigen Satz sagt. Es kommt jedoch anders als geplant, denn McLaughlin muss für den Hauptdarsteller des neuen Stückes einspringen, der kurzfristig an den Broadway verpflichtet wurde. Die Premiere wird ein voller Erfolg. Allerdings brilliert McLaughlin nicht als Tragöde, sondern er reißt durch sein ungewollt komisches Spiel das Publikum zu Lachsalven hin. Aus diesem Grund wird McLaughlin als Schauspieler engagiert. McLaughlin kann sich zwar nicht erinnern, was er am Premierenabend alles geredet hat, aber glücklicherweise hat sein Schwiegersohn Mike die ganze Vorstellung auf Tonband mitgeschnitten.

## Besetzung
- Regie: Bertold Sakmann
- Bühnenbild: Karl-Heinz Franke

- Hauptdarsteller:
  - Heinz Erhardt: Vizebankdirektor Alfred McLaughlin
  - Rolf Wanka: Theaterdirektor Thomas Brown
  - Franz Schafheitlin: Generalbankdirektor Edmond Nash
  - Ensemble (restliche Rollen): Lotte Neumayer, Edith Behleit, Daphna Rosenthal, Beryl Sharland, Ingeborg Solbrig, Silvia van Spronsen, Thomas Fischer, Jonny Goertz, Dieter Henkel, Volker Spengler

## Kritik
„Sonst lohnt es sich kaum über Aktien und Lorbeer viel Worte zu verlieren. Der Text, in dem dümmlich und mit viel überflüssiger Füllerei demonstriert wird, wie es einen Bankdirektor zur Bühne drängt, und der dabei dünne Galle gegen den Unfug des absurden Theaters absondert, sich ein wenig über das amerikanische Matriarchat mokiert und im übrigen darauf baut, dass ein Hauptdarsteller es schon über die Runden bringen wird - dieser Text hat mit dem Erfolg des Abends etwa so viel zu schaffen wie die Chromverzierungen eines Autos mit dessen Geschwindigkeit.“

## Fernsehausstrahlung
Am 27. April 1967 wurde die Fernsehaufzeichnung des Theaterstückes im ZDF erstmals ausgestrahlt.
- Fernsehregie: Günther Meyer-Goldenstädt
- Kamera: Kurt-Oskar Herting
- Schnitt: Karlheinz Funke

Bei der Fernsehaufzeichnung waren die Rollen – teilweise abweichend von den Theaterrollen – wie folgt besetzt:
- Heinz Erhardt: Vizebankdirektor Alfred McLaughlin
- Hannes Tannert: Theaterdirektor Thomas Brown
- Franz Schafheitlin: Generalbankdirektor Edmond Nash
- Beryl Sharland: Theaterdirektorin Mildred Watson Brown
- Gefion Helmke: Mary McLaughlin
- Wolfgang Eger: Harry Brown
- Harald Dietl: Mike Patrick
- Ursula van der Wielen: Dorothy Patrick
- Jonny Goertz: Henry
- Ingeborg Solbrig: Ellen Stevenson
- Boris Mattèrn: Mac David
- Ingrid Detter: Leslie
- Edith Behleit: Lizzy, Sekretärin
- Gustav Haner: Dr. Bevan
- Ellinor von Landesen: Kassiererin